# Jodie Whittaker

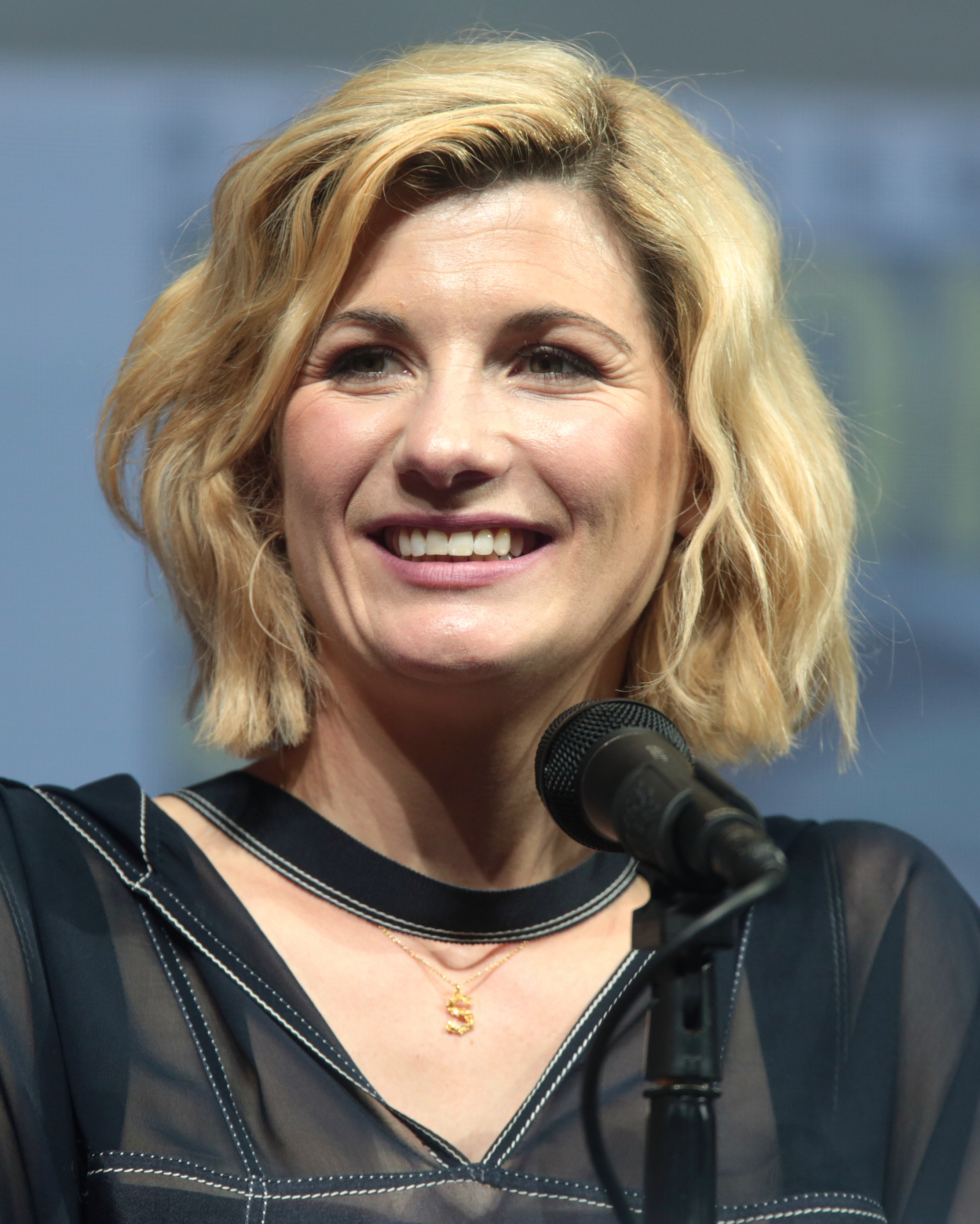
Jodie Whittaker (2018)

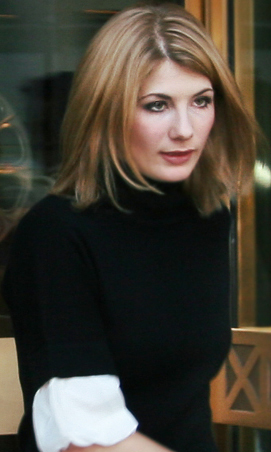
Jodie Whittaker auf dem Toronto International Film Festival (2008)

Jodie Auckland Whittaker (* 17. Juni 1982 in Huddersfield, West Yorkshire) ist eine britische Schauspielerin.
Unter ihren Film- und Serienauftritten ist sie international besonders bekannt durch die Hauptrolle als dreizehnter Doktor in der Science-Fiction-Serie Doctor Who sowie als Beth Latimer im Krimi-Drama Broadchurch.

## Biografie
Jodie Whittaker begann ihr Schauspielstudium 2002 an der renommierten Londoner Guildhall School of Music and Drama. Nachdem sie u. a. in schuleigenen Produktionen aufgetreten war und die weibliche Hauptrolle in der Shakespeare-Komödie Troilus und Cressida interpretiert hatte, schloss Whittaker 2005 ihr dreijähriges Studium mit dem Gewinn der Guildhall-Goldmedaille ab.
Im Herbst desselben Jahres feierte die 1,68 m große Schauspielerin ihr Londoner Theaterdebüt am Shakespeare's Globe als Ampelisca in Mark Rylances Inszenierung von Plautus’ Komödie The Storm. 2006 folgte ein Auftritt in dem Fernsehspiel The Last Will and Testament of Billy Two-Sheds aus der Reihe The Afternoon Play, in dem sie als gestresste Philosophie-Studentin mit einem geerbten Schrebergarten eines verstorbenen Onkels (gespielt von James Bolam) konfrontiert wird. Nach der BBC-Produktion, die ihr den Darstellerpreis bei den Royal Television Society Awards einbrachte, erhielt Jodie Whittaker den Zuschlag für die weibliche Hauptrolle in Roger Michells Tragikomödie Venus. Der Film, der auf einem Original-Drehbuch von Hanif Kureishi basiert, handelt von einem wenig erfolgreichen Londoner Schauspielveteranen (gespielt von Peter O’Toole), der durch die Bekanntschaft mit der ziellosen 19-jährigen Großnichte eines Freundes aus seiner Lethargie gerissen wird. Venus, der am 20. Dezember 2006 in ausgewählten US-amerikanischen Kinos startete, wurde von den Kritikern vor allem aufgrund der schauspielerischen Leistung seines Hauptdarstellers Peter O’Toole gelobt und konkurrierte bei der Verleihung der British Independent Film Awards Ende November 2006 gegen Produktionen wie den späteren Gewinnerfilm This Is England und Die Queen von Shane Meadowes bzw. Stephen Frears. Ebenso das Lob der internationalen Filmkritiker erhielt Jodie Whittaker zugesprochen, die für ihre erste Kinorolle u. a. für den British Independent Film Award als meistversprechende Neuentdeckung und in den USA für einen Satellite Award nominiert wurde.
Nach den Dreharbeiten zu Venus sah man Jodie Whittaker Anfang Mai 2006 erneut am Londoner Almeida Theatre neben Jack Davenport, Amanda Root, Sean Chapman und Amanda Drew in Michael Attenboroughs Revival von Maxim Gorkis Die Feinde (Enemies). In der Neufassung des Dramatikers David Hare über die russische Gesellschaft am Rande der Revolution agierte sie als jüngstes Ensemblemitglied in der Rolle der jungen und romantischen Idealistin Nadya. Im selben Jahr folgten u. a. Gastauftritte in Reginald Hills Krimiserie Dalziel und Pascoe und dem BBC-Fernsehfilm This Life: Ten Years On. 2008 war Whittaker in Vicente Amorims Drama Good zu sehen, der Verfilmung eines Theaterstücks von C. P. Taylor. In der 15 Mio. US-Dollar teuren Produktion schlüpfte der US-Amerikaner Viggo Mortensen in die Rolle eines Wissenschaftlers, der sich im Deutschland der 1930er Jahre zum Eintritt in die NSDAP verführen lässt.
Im Jahr 2011 spielte Whittaker unter anderem in der Science-Fiction-Actionkomödie Attack the Block an der Seite von John Boyega und Nick Frost und in einer Folge der Science-Fiction-Serie Black Mirror mit Toby Kebbell.
2012 übernahm Whittaker in Polly Findlays moderner Inszenierung von Sophokles’ Antigone am Royal National Theatre die Titelrolle.
Von März bis April 2013 spielte sie eine Hauptrolle in der Krimiserie Broadchurch und kehrte für die zwei folgenden Staffeln in ihre Rolle der Beth Latimer zurück, bis die Serie im Jahr 2017 abgeschlossen wurde.
Am 16. Juni 2017 wurde Whittaker von der BBC als 13. Reinkarnation des Doktors, der Titelfigur der Serie Doctor Who, vorgestellt. Sie übernahm die Rolle vom Weihnachtsspecial 2017 bis zum Jubiläumsspecial 2022 und trat damit die Nachfolge von Peter Capaldi an, der diese Rolle seit 2013 innehatte. Sie ist zudem die erste Frau in dieser Rolle seit dem Beginn der Serie im Jahr 1963. Mit Chris Chibnall, der die Serie gleichzeitig mit ihr als Showrunner von Steven Moffat übernahm, hatte sie bereits zuvor für Broadchurch zusammengearbeitet.
Jodie Whittaker, die sich bei ihrer Theaterarbeit durch ihre Altstimme und Mezzosopran und das Nachahmen von Dialekten bewährte (u. a. Dublin-, Essex-, Liverpool- und Yorkshire-Akzent), arbeitete vor ihrer Schauspielkarriere als Pflegehelferin in einem Seniorenheim.

## Persönliches
Whittaker ist seit 2008 mit dem US-amerikanischen Schauspieler Christian Contreras verheiratet. Ihr Neffe Harry Whittaker spielte in der TV-Serie Emmerdale, bevor er am 1. Juli 2014 im Alter von 3 Jahren verstarb.
Whittakers erstes Kind kam im April 2015 zur Welt, und ihr zweites Kind wurde 2022 geboren. Die Familie lebt im Norden von London.

## Filmografie (Auswahl)
- 2006: The Afternoon Play (Fernsehserie, Folge 4x02)
- 2006: Doctors (Fernsehserie, Folge 7x155)
- 2006: Venus
- 2006: Dalziel und Pascoe (Dalziel and Pascoe, Fernsehserie, Folge 11x02)
- 2006: This Life: Ten Years On (Fernsehfilm)
- 2007: Die Girls von St. Trinian (St. Trinian’s)
- 2008: Good
- 2008: Tess of the D’Urbervilles (Miniserie, 4 Folgen)
- 2008: The Shooting of Thomas Hurndall (Fernsehfilm)
- 2008: Wired (Miniserie, 3 Folgen)
- 2008: Liebe zwischen den Zeilen (Consuming Passion, Fernsehfilm)
- 2009: Svengali (Fernsehfilm)
- 2009: White Wedding
- 2009: Swansong: Story of Occi Byrne
- 2009: Roar (Kurzfilm)
- 2009: Kopfgeld – Perrier’s Bounty (Perrier’s Bounty)
- 2009: Wish 143 (Kurzfilm)
- 2009: Die Girls von St. Trinian 2 – Auf Schatzsuche (St. Trinian’s 2: The Legend of Fritton’s Gold)
- 2009: Cranford (Fernsehserie, 2 Folgen)
- 2010: Accused – Eine Frage der Schuld (Accused, Fernsehserie, Folge 1x04)
- 2010: Royal Wedding (Fernsehfilm)
- 2010: The Kid
- 2010: Ollie Kepler’s Expanding Purple World
- 2011: Marchlands (Fernsehserie, 5 Folgen)
- 2011: Attack the Block
- 2011: Zwei an einem Tag (One Day)
- 2011: A Thousand Kisses Deep
- 2011: Black Mirror (Fernsehserie, Folge 1x03)
- 2011: The Night Watch (Fernsehfilm)
- 2012: Ashes
- 2012: Dust (Kurzfilm)
- 2012: Spike Island
- 2013: Good Vibrations
- 2013–2017: Broadchurch (Fernsehserie, 24 Folgen)
- 2014: Hello Carter
- 2014: Rettet Weihnachten! (Get Santa)
- 2014: Emotional Fusebox (Kurzfilm)
- 2014: The Assets (Fernsehserie, 8 Folgen)
- 2014: The Smoke (Fernsehserie, 8 Folgen)
- 2014: Black Sea
- 2016: Adult Life Skills
- 2017: Verrate mich nicht (Trust Me, Miniserie, 4 Folgen)
- 2017: Journeyman
- 2017–2022, 2025: Doctor Who (Fernsehserie, 32 Folgen)
- 2023: One Night (Fernsehserie, 6 Folgen)
- 2024: Ein klitzekleines Weihnachtswunder (That Christmas, Stimme)
- 2025: Toxic Town (Fernsehserie)

## Bühnenstücke
- 2005: The Storm
- 2006: Die Feinde (Enemies)
- 2007: A Gaggle of Saints
- 2007: Awake and Sing!
- 2012: Antigone

## Preis-Nominierungen
- 2006: Nominierung für den British Independent Film Award für Venus (Beste Nachwuchsdarstellerin)
- 2006: Nominierung für den Royal Television Society Award für The Last Will and Testament of Billy Two-Sheds (Beste Darstellerin)
- 2006: Nominierung für den Satellite Award für Venus (Beste Hauptdarstellerin – Komödie oder Musical)
- 2007: Nominierung für den London Critics Circle Film Award für Venus (Beste britische Nachwuchsdarstellerin)
- 2012: Nominierung für den Black Reel Award als Teil des Schauspielensembles von Attack the Block